# Ōtsuka-Kunstmuseum

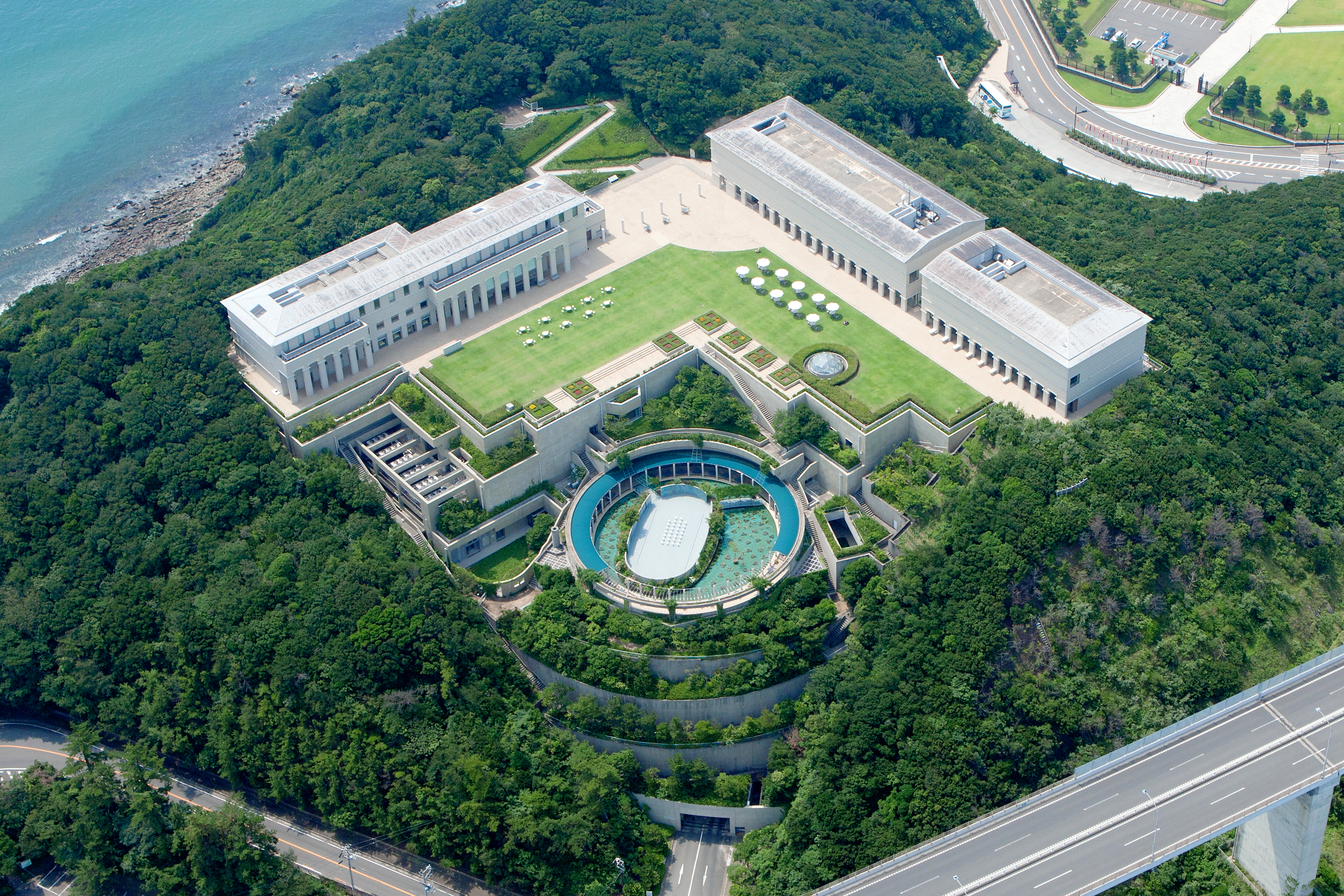
Museumsbauwerk

Das Ōtsuka-Kunstmuseum (engl. Otsuka Museum of Art für japanisch 大塚国際美術館, Ōtsuka Kokusai Bijutsukan, „internationales Ōtsuka-Kunstmuseum“) in Naruto, Präfektur Tokushima, Japan, ist ein Museum künstlerischer Reproduktionen. Es wurde 1998 eröffnet. Die Gebäudefläche umfasst 29.412 m² Es weist somit eines der größten Ausstellungsflächen im Land auf.

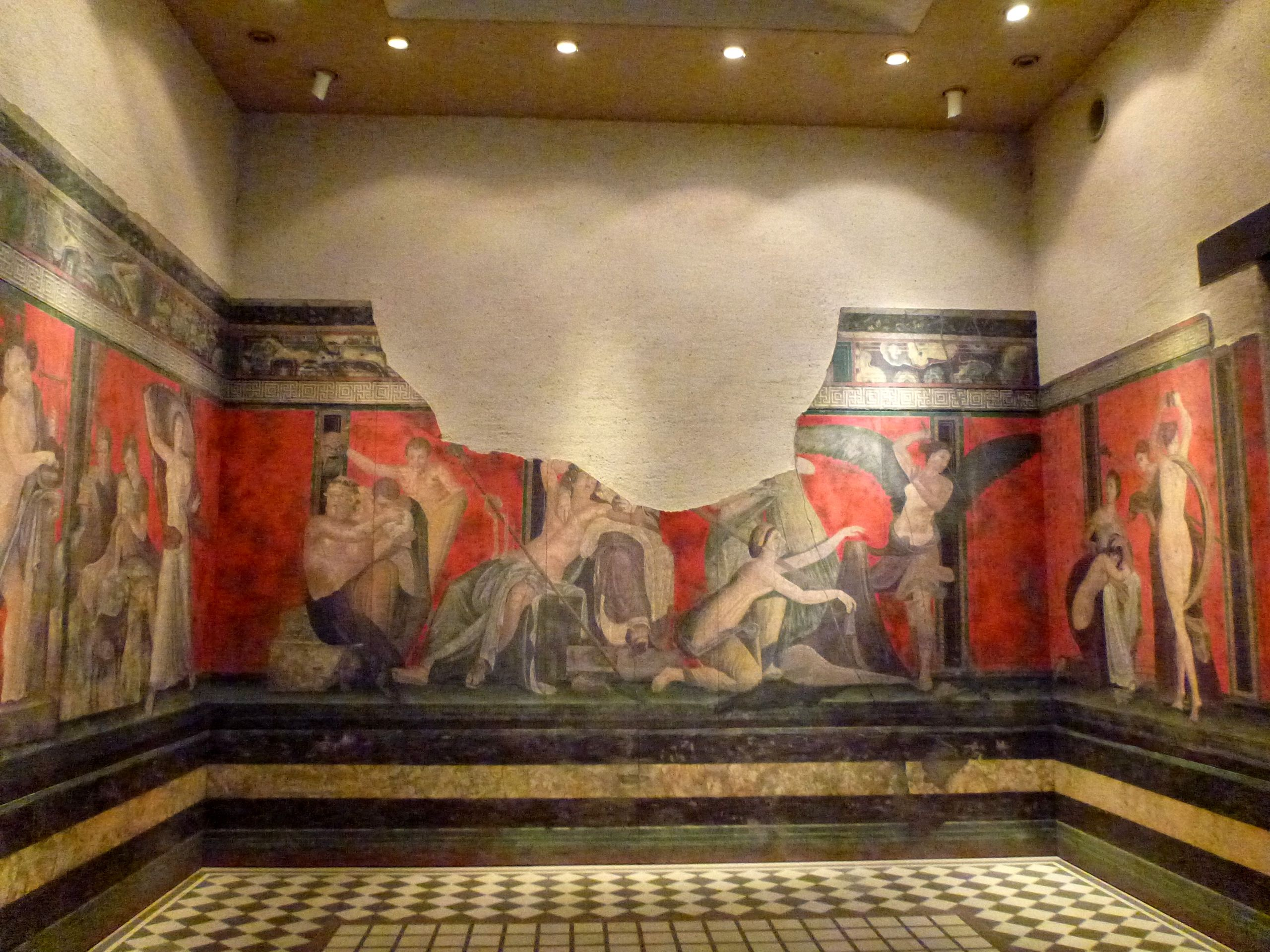
Reproduzierte Triclinium der Mysterienvilla

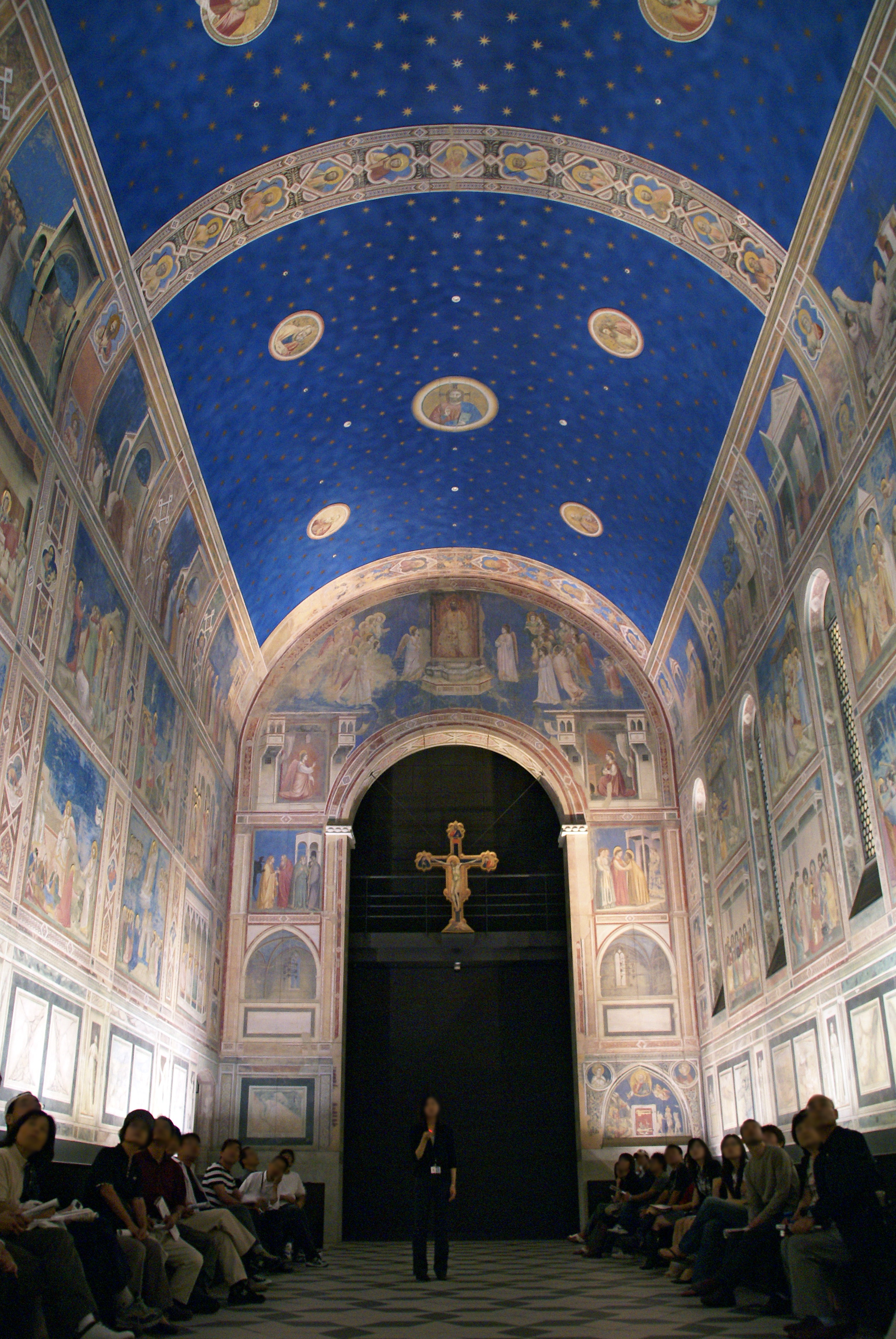
1:1-Reproduktion der Cappella degli Scrovegni

Der Industrielle Masahito Ōtsuka finanzierte das Gebäude und die Repliken mit ca. 400 Mio. EUR.
Es sind über 1000 Reproduktionen von Kunstwerken ausgestellt, teilweise ganze Kirchenschiffe in Originalgröße.
Besonderheiten sind die Sixtinische Kapelle, Cappella degli Scrovegni, das Triclinium der Mysterienvilla und Guernica.
In der Ebene B3F (unten) befinden sich die Objekte, deren Entstehungszeit im Original am ältesten sind; jede der vier höheren Etagen hat Objekte, die im Original jünger sind.